# Comité national olympique des États fédérés de Micronésie
Le Comité national olympique des États fédérés de Micronésie (en anglais : Federated States of Micronesia National Olympic Committee (FSMNOC)) est le comité national olympique des États fédérés de Micronésie. Il représente le pays au Comité international olympique (CIO) et fédère les fédérations sportives micronésiennes. Il fait partie des Comités nationaux olympiques d'Océanie.

## Historique
Le comité a été fondé en 1995, neuf ans après l'indépendance des États fédérés de Micronésie et quatre ans après son entrée à l'ONU. Il est reconnu par le CIO en 1997. Son siège se trouve à Palikir, dans l'état de Pohnpei, la capitale du pays,. Son président actuel est Martin Berney et son secrétaire général Jim Tobin.

## Rôle
Le comité national olympique des États fédérés de Micronésie est chargé de la coordination et du management des équipes et athlètes participant aux Jeux du Pacifique, aux Mini-Jeux du Pacifique et aux Jeux Olympiques. Il n'est pas responsable des athlètes concourant aux Jeux de la Micronésie, chacun des quatre états constitutifs du pays participant individuellement.
Le Comité est à l'origine de la création et de l'organisation des Jeux des États fédérés de Micronésie, compétition multisport comportant douze sports qui a connu trois éditions, en 1995, 1997 et 2001 et qui a rassemblé entre 800 et 1000 athlètes.
Dix fédérations nationales sont membres du FSMNOC : les fédérations d'athlétisme, de baseball, de basket-ball, d'haltérophilie, de lutte, de natation, de softball, de tennis, de tennis de table et de volley-ball.

### Livre
- (en) John Grasso, Bill Mallon et Jeroen Heijmans, Historical Dictionary of the Olympic Movement, Londres, Rowman and Littlefield, 2015, 5e éd., 796 p. (ISBN 978-1-4422-4859-5, lire en ligne).

1. 1 2  Grasso, Mallon et Heijmans 2015, p. 190

### Sites internet
1. 1 2  « Page des États fédérés de Micronésie sur le site officiel du Mouvement olympique », sur www.olympic.org, CIO (consulté le 14 mars 2015)
2. 1 2  (en) « About the NOC », sur www.foxsportspulse.com, FSMNOC (consulté le 12 avril 2015).
3. ↑  (en) « National Federations », sur www.foxsportspulse.com, FSMNOC (consulté le 1er février 2016).